# Abdeljalil Hadda
Abdeljalil Hadda (født 23. marts 1972) er en marokkansk fodboldspiller.

## Marokkos fodboldlandshold
| Marokkos landshold | Marokkos landshold | Marokkos landshold |
| År                 | Kmp                | Mål                |
| ------------------ | ------------------ | ------------------ |
| 1996               | 4                  | 3                  |
| 1997               | 2                  | 1                  |
| 1998               | 9                  | 4                  |
| 1999               | 7                  | 3                  |
| 2000               | 5                  | 2                  |
| 2001               | 10                 | 4                  |
| 2002               | 4                  | 2                  |
| Total              | 41                 | 19                 |